# Biston annulata
Biston annulata är en fjärilsart som beskrevs av William Warren 1897. Biston annulata ingår i släktet Biston och familjen mätare, Geometridae. Inga underarter finns listade i Catalogue of Life.